# Anatoliy Skorokhod
Anatoliy Volodymyrovych Skorokhod (10 de setembro de 1930 — 3 de janeiro de 2011) foi um matemático ucraniano e soviético e um acadêmico da Academia Nacional de Ciências da Ucrânia de 1985 até sua morte em 2011.
No período entre 1956-1964 trabalhou na Universidade de Kiev. De 1964 até 2002, esteve no Instituto de Matemática da Academia Nacional de Ciências da Ucrânia. Ao mesmo tempo, era professor na Universidade de Kiev. Desde 1993, foi professor na Universidade de Michigan, Estados Unidos, e um membro da Academia de Artes e Ciências dos Estados Unidos. 
Seus trabalhos científicos estão presentes na teoria das equações diferenciais estocásticas, teorema dos limites dos processos estocáticos, distribuição de probabilidade nas dimensões, estatística dos processos estocásticos e processo de Markov.
Skorokhod é autor de mais de 450 trabalhos científicos, incluindo mais de 40 monografias e livros.

## Obras
- com Josif Ilyich Gikhman (I.I. Gikhman): Introduction to the theory of random processes, W.B. Saunders 1969, Dover 1996
- com I. I. Gikhman Stochastic Differential Equations, Springer Verlag 1972
- com I. I. Gikhman Controlled stochastic processes, Springer Verlag 1979
- com I. I. Gikhman Theory of stochastic processes, Springer Verlag, 3 Volumes, 2004–2007
- Random processes with independent increments, Kluwer 1991
- Asymptotic methods in the theory of stochastic differential equations , American Mathematical Society 1989
- Random linear operators, Reidel 1984
- Studies in the theory of random processes, Dover 1982
- Stochastic equations for complex systems, Reidel/Kluwer 1988
- Stochastische Differentialgleichungen, Berlim, Akademie Verlag 1971
- Integration in Hilbert Space, Springer Verlag 1974
- com Yu. V. Prokhorov Basic principles and applications of probability theory, Springer Verlag 2005
- com Frank Hoppensteadt, Habib Salehi: Random perturbation methods with applications in science and engineering, Springer Verlag 2002